# 루카 데 라 토레
루카스 다니엘 데 라 토레(스페인어: Lucas Daniel de la Torre, 1998년 5월 23일 ~ )는 미국의 축구 선수로 현재 메이저 리그 사커의 샌디에고 FC와 미국 축구 국가대표팀에서 미드필더로 활약하고 있다.